# Siderone exacta
Siderone exacta är en fjärilsart som beskrevs av Rudolf Bargmann 1929. Siderone exacta ingår i släktet Siderone och familjen praktfjärilar. Inga underarter finns listade i Catalogue of Life.